# Nastro d'argento al millor so en directe
El Nastro d'argento (Cinta de plata) és un premi cinematogràfic concedit anyalment, des de 1946, pel Sindicat Nacional de Periodistes Cinematogràfics Italians (Sindacato Nazionale dei Giornalisti Cinematografici Italiani) l'associació italiana de crítics de cinema. Aquesta és la llista dels guanyadors del Nastro d'argento al millor so en directe, concedit des de 2002.

## Guanyadors
Els guanyadors estan indicats en negreta, seguits dels altres candidats.

### Anys 2002-2009
- 2002: Maurizio Argentieri - Casomai e - L'ora di religione
  - Bruno Pupparo - Il più bel giorno della mia vita
  - Alessandro Rolla - Paz!
  - Marco Tidu - Santa Maradona
  - Remo Ugolinelli - Luce dei miei occhi
- 2003: Andrea Moser - El Alamein - La linea del fuoco
  - Cinzia Alchimede - Angela
  - Gaetano Carito - Ricordati di me i Velocità massima
  - Mauro Lazzaro - Io non ho paura
  - Gilberto Martinelli i Decio Trani - L'anima gemella
- 2004: Fulgenzio Ceccon - La meglio gioventù
  - Gaetano Carito - Buongiorno, notte
  - Marco Fiumara - Ora o mai più
  - Tullio Morganti - Mio cognato
  - Bruno Pupparo - Il posto dell'anima i Liberi
- 2005: Alessandro Zanon - Le chiavi di casa i La vita che vorrei
  - Gaetano Carito - L'amore è eterno finché dura
  - Mauro Lazzaro - Certi bambini
  - Roberto Mozzarelli - Fame chimica
  - Remo Ugolinelli - Lavorare con lentezza
- 2006: Mario Iaquone – Romanzo criminale
  - Stefano Campus - Saimir
  - Fulgenzio Ceccon - Quando sei nato non puoi più nasconderti
  - Mauro Lazzaro - Quo vadis, baby?
  - Bruno Pupparo - La tigre e la neve
- 2007: Gabriele Moretti - In memoria di me
  - Emanuele Cecere e Daghi Rondanini - La guerra di Mario
  - Mario Iaquone - Anche libero va bene
  - Gilberto Martinelli - La sconosciuta
  - Remo Ugolinelli - La stella che non c'è
  - Alessandro Zanon - Il caimano
- 2008: Gaetano Carito - Caos calmo
  - Stefano Campus e Valentino Gianni - Sonetàula
  - Mauro Lazzaro - Riprendimi e Jimmy della collina
  - Carlo Missidenti - Il vento fa il suo giro
  - Bruno Pupparo - Bianco e nero i Piano, solo
- 2009: Maricetta Lombardo - Gomorra
  - Emanuele Cecere - Il divo
  - Marco Fiumara - Beket
  - Mauro Lazzaro - Come Dio comanda
  - Vito Martinelli - Tutta colpa di Giuda

### Anys 2010-2019
- 2010: Carlo Missidenti - L'uomo che verrà ex aequo Bruno Pupparo - La nostra vita
  - Mario Iaquone - La prima cosa bella
  - Stefano Savino - Io, Don Giovanni
  - Alessandro Zanon - Lo spazio bianco
- 2011: Mario Iaquone - Il gioiellino i 20 sigarette
  - Emanuele Cecere - L'amore buio
  - Valentino Giannì - La vita facile
  - Maricetta Lombardo - Malavoglia
  - Vito Martinelli - Pietro i Tatanka
- 2012: Remo Ugolinelli i Alessandro Palmerini - Diaz - Don't Clean Up This Blood
  - Fulgenzio Ceccon - Romanzo di una strage
  - Mirko Guerra e Sonia Portoghese - Sette opere di misericordia
  - Alessandro Zanon - Io sono Li
  - Davide Mastropaolo i Leandro Sorrentino - Là-bas - Educazione criminale
- 2013: Emanuele Cecere - La grande bellezza e Miele
  - Maurizio Argentieri - Venuto al mondo
  - Gaetano Carito i Pierpaolo Merafino - Bella addormentata
  - Gilberto Martinelli - La migliore offerta
  - Carlo Missidenti - Un giorno devi andare
- 2014: Roberto Mozzarelli - Il capitale umano
  - Paolo Benvenuti i Simone Paolo Olivero - Via Castellana Bandiera
  - Valentino Giannì - In grazia di Dio
  - Guido Spizzico - Come il vento
  - Alessandro Zanon - La prima neve i L'intrepido
- 2015:Maricetta Lombardo - Il racconto dei racconti - Tale of Tales
  - Antongiorgio Sabia - I nostri ragazzi
  - Remo Ugolinelli - Il nome del figlio
  - Vincenzo Urselli - Perez.
  - Alessandro Zanon - Mia madre
- 2016: Angelo Bonanni - Non essere cattivo
  - Alessandro Bianchi - La pazza gioia
  - Fulgenzio Ceccon - Le confessioni
  - Carlo Missidenti - In fondo al bosco
  - Alessandro Rolla - L'attesa
- 2017: Alessandro Rolla - Fortunata
  - Stefano Campus - Il permesso - 48 ore fuori
  - Gianluca Costamagna - Tutto quello che vuoi
  - Remo Ugolinelli e Alessandro Palmerini - Sole cuore amore
  - Alessandro Zanon - La tenerezza
- 2018: Maricetta Lombardo - Dogman i L'intrusa
  - Lavinia Burcheri - Ammore e malavita
  - Stefano Campus - Figlia mia
  - Fabio Conca - Napoli velata
  - Adriano Di Lorenzo - Nico, 1988
- 2019: Angelo Bonanni - Il primo re
  - Alessandro Zanon - Capri-Revolution
  - Gaetano Carito e Adriano Di Lorenzo - Il traditore
  - Emanuele Cicconi - La paranza dei bambini
  - Vincenzo Urselli - Il vizio della speranza

### Anys 2020-2029
- 2020: Maricetta Lombardo – Pinocchio
  - Maurizio Argentieri – Il sindaco del rione Sanità e Tornare
  - Gianluca Costamagna – L'immortale
  - Denny De Angelis – Martin Eden
  - Gilberto Martinelli – Tutto il mio folle amore